# De nuevo nunca
De nuevo nunca es el nombre del primer disco de la banda  gallega de rap metal Kannon.
Es el disco más duro y orientado al metal que lanzó la banda, con influencias de  bandas como Korn o Limp Bizkit. "Pump Up the Jam" es una versión de Technotronic. Los primeros versos de "Uno de Esos Días" son una semejanza a los de la canción de Limp Bizkit "Break Stuff", y el puente de "Ruido" hace lo propio con el de "Pollution" del mismo grupo.

## Lista de canciones
| N.º | Título                     | Duración |  |
| 1.  | «Mi Misión»                |          |  |
| 2.  | «De Nuevo Nunca»           |          |  |
| 3.  | «Pump Up The Jam»          |          |  |
| 4.  | «American Dream»           |          |  |
| 5.  | «Tú Dices (We Don't Stop)» |          |  |
| 6.  | «Tiempo»                   |          |  |
| 7.  | «Uno de Esos Días»         |          |  |
| 8.  | «Mentiras»                 |          |  |
| 9.  | «Ruido»                    |          |  |
| 10. | «Fuera de Mí»              |          |  |

## Créditos
- Vicente Folgar "Cody MC" - voz
- David Álvarez - guitarra
- Juan López - guitarra
- Óscar Durán "Uka" - bajo
- Daniel de Castro "hbt. Ouzo" - batería